# 三木清
三木 清（みき きよし、1897年（明治30年）1月5日 - 1945年（昭和20年）9月26日）は、（西田左派を含めた上での）京都学派の哲学者、評論家。法政大学法文学部教授。京大哲学科卒。西田幾多郎・ハイデガーに師事。留学中にパスカルを研究、帰国後『パスカルに於ける人間の研究』(1926年)を刊行。戦時中に治安維持法違反で保釈逃走中の知人を支援したことで逮捕拘禁され獄死したが、著書『人生論ノート』はロングセラーになった。

## 生涯

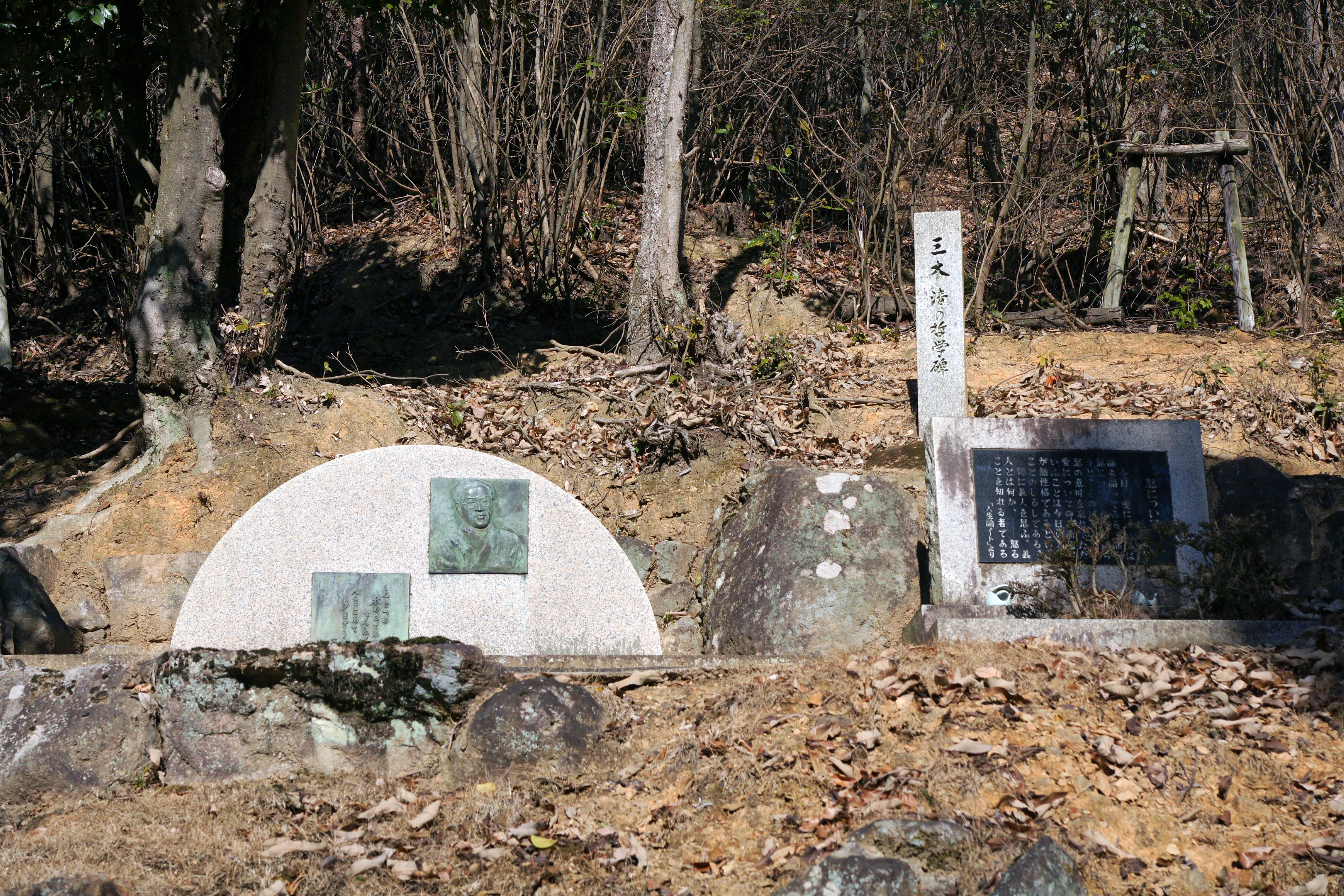
生誕地たつの市の白鷺山公園哲学の小径
にある三木清記念碑

兵庫県揖保郡平井村小神（後の龍野市、現・たつの市揖西町）にて父親、三木英吉、母親しんの長男として1897年（明治30年）1月5日に誕生する。生家は農業を家業としており清の祖父の代に米穀商を営んでいたため、村の「米屋」として知られており資産家の部類に入る家柄であった。後に四人の弟と、三人の妹が生まれる。弟の内の一人は中国文学者の三木克己である。
1903年（明治36年）に平井村の尋常小学校に入学した。村の資産家の子弟であり学業成績が良好だったため教師から大変可愛がられた。旧制龍野中学校に1909年（明治42年）4月に入学した。中学3年のとき東京高等師範学校を卒業し旧制龍野中学校に国語教師として赴任してきた寺田喜治郎から徳冨蘆花の『自然と人生』を副読本として与えられ、これがきっかけとなって文学書を多読し文学に熱中した。
1914年3月に卒業する。第一高等学校から京都帝国大学に進み、西田幾多郎に師事する。大学在学中は西田のみならず東北帝国大学から転任してきた田辺元や左右田喜一郎らからも多くの学問的影響を受けた。また、谷川徹三、林達夫、小田秀人らとの交友がはじまり彼らの影響で和歌を多く詠んだ。特に谷川徹三とは懇意にしており、詩を作るといつも谷川に見せて批評してもらっていた。長田桃蔵の娘・多喜子に好意を寄せていたが多喜子は谷川の妻となった。1920年4月に猶予されていた徴兵検査をうけ、結果は第二乙種であった。同年、卒業論文として『批判哲學と歴史哲學（カント哲學への瞥見）』

をまとめ大学卒業後は大学院に進学しながら、第三高等学校 (旧制)、龍谷大学（第三高等学校ではなく大谷大学であるという説もある ）で教鞭をとる。
1921年4月教育招集され三ヶ月間姫路の歩兵第十聯隊で軍隊生活を送る。
1922年には波多野精一の推薦と岩波茂雄の資金的な支援を受けてドイツに留学する。ハイデルベルク大学でハインリヒ・リッケルトのゼミナールに参加し、歴史哲学を研究した。1923年秋にはマールブルク大学に移り、マルティン・ハイデッガーに師事する。ニコライ・ハルトマンの講義にも出席した。ハイデッガーの助手カール・レーヴィットからの影響でフリードリヒ・ニーチェやセーレン・キェルケゴールの実存哲学への興味を深めた。1924年8月にはパリに移り、大学に席を置かず、フランス語の日用会話の勉強をした。この間パスカル研究を開始。

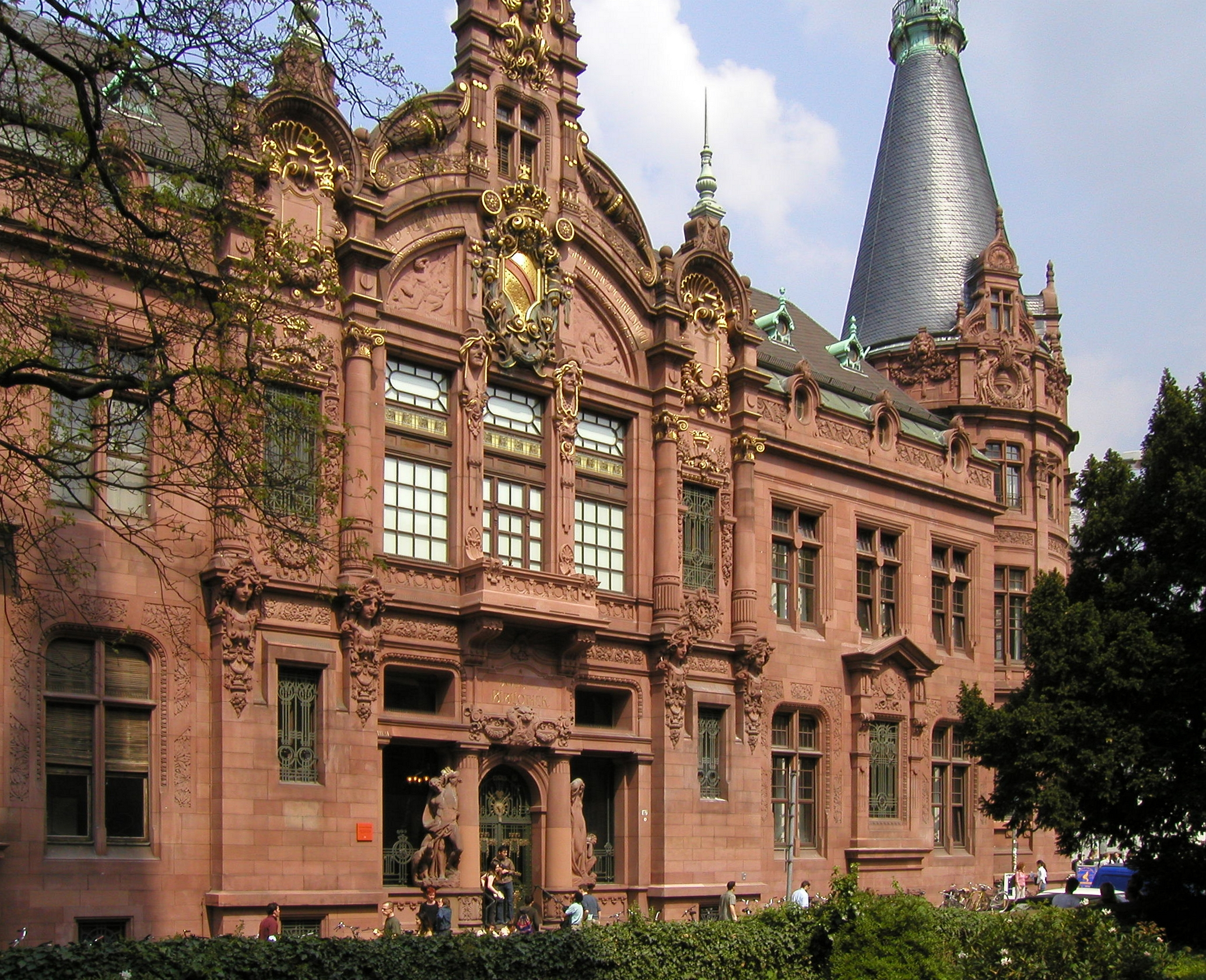
ハイデルベルク大学 図書館

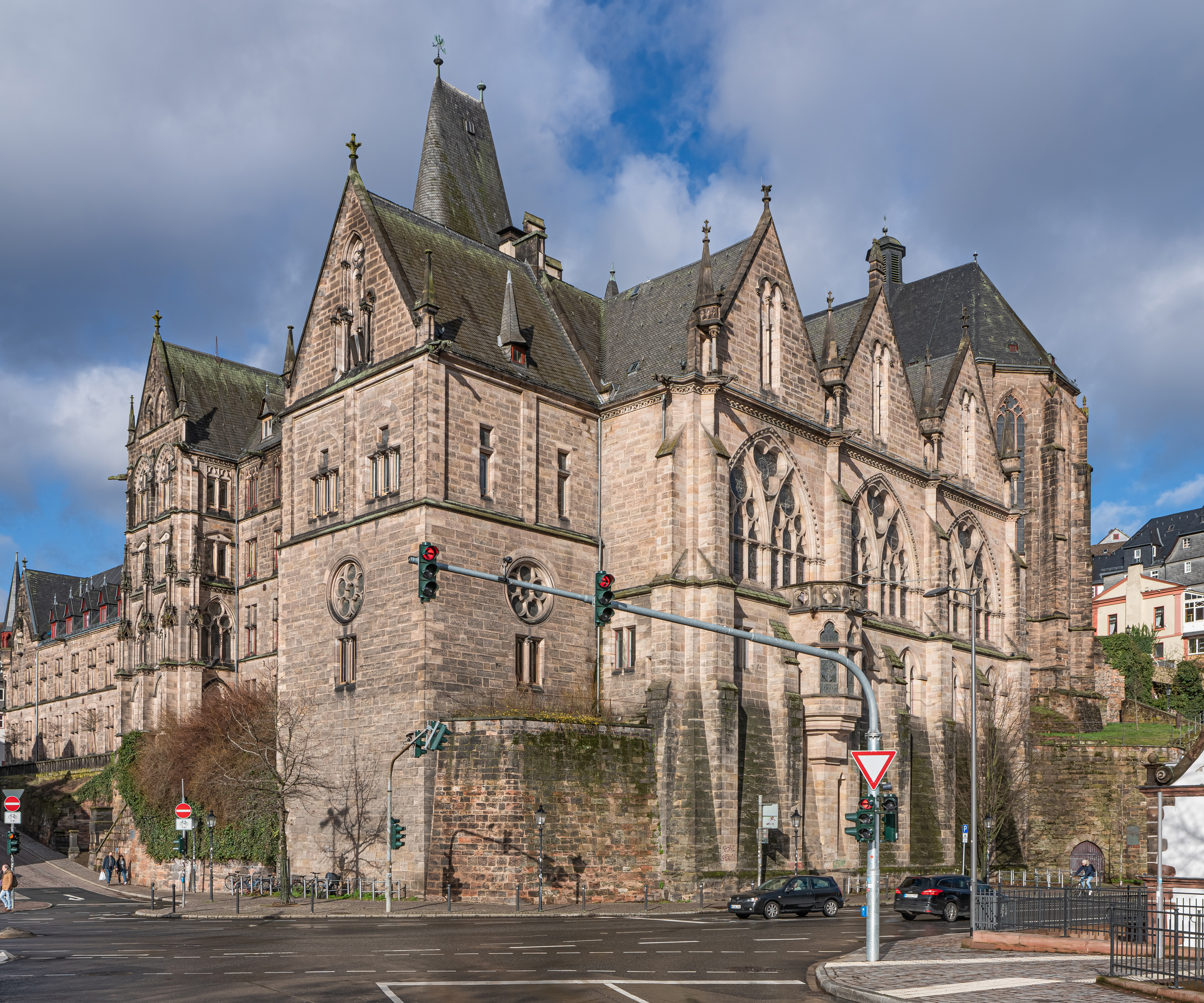
マールブルク大学

1925年帰国し、翌年6月には処女作『パスカルに於ける人間の研究』を発表した。同月、母しんが死去する。

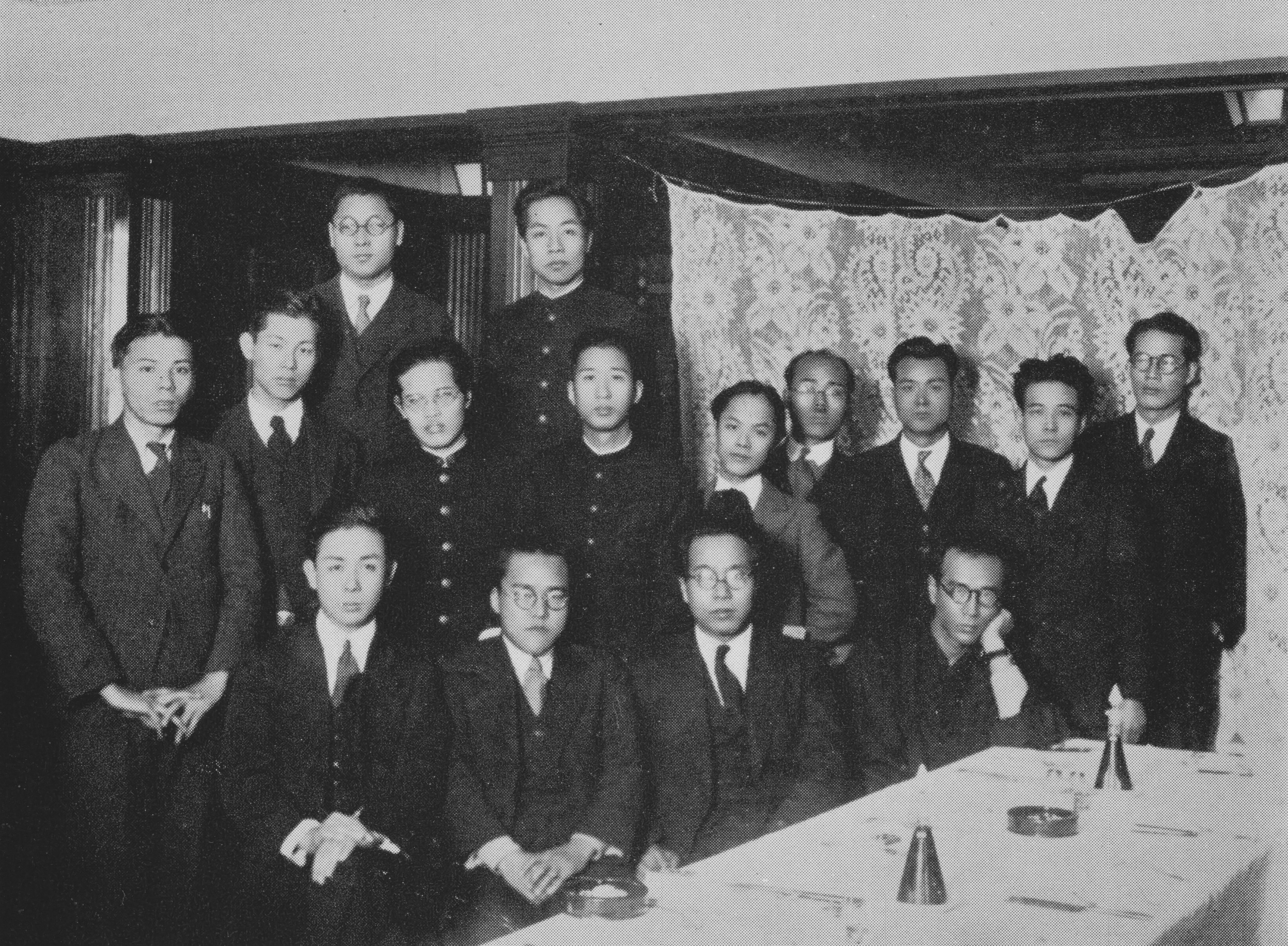
法政大学教授時代の写真。前列右から谷川徹三、三木清、田中美知太郎、二列目右端桝田啓三郎。

1927年には法政大学法文学部哲学科主任教授となった。三木は母校である京都帝大への就職を望んだものの叶わなかった。その理由について、谷沢永一と荒川幾男は、女性問題のためにアカデミズム側から締め出しを食ったからとしている。これは、京都市陶磁器試験場初代場長藤江永孝の未亡人富佐との大学院生時代の交際が問題視されたと言われる。富佐の家は学生の集まる一種のサロンになっており、苦学生の支援をよくしていた。一方、永野基綱は
と説明しており、原因については意見が分かれている。
同年12月に創刊された岩波文庫とも深い関わりがあり、巻末の公約である『読書子に寄す』の草稿は三木によって書かれたものである。1928年3月に東畑喜美子と結婚する。同年、小林勇が岩波書店を追われた際、これを援助するために満鉄から依頼された講演のための旅費1500円をすべて渡した。小林は自らの元手にこの1500円を足して鉄塔書院を起こした。この名をつけたのは幸田露伴である。
同じく1928年10月に羽仁五郎らと雑誌『新興科学の旗のもとに』を起こして、たんなる党派的な教条にとどまらないマルクス主義の創造的な展開も企てたが、1930年、日本共産党に資金提供をしたという理由によって逮捕され、転向をおこなった。法政大学を退職。この際の有罪判決によって公式には教職に就けなくなった三木は、活動の場を文筆活動に移していった。
1930年10月に一人娘の洋子が生まれる（後に東京大学文学部の初めての女性教官永積洋子（ながづみ ようこ、近世通交貿易史専攻の教授）になる。清の妻・喜美子は東畑精一の妹であるが、洋子の幼時である1936年8月に死亡。
その後、ジャーナリズムで活動する日々が続くが、1930年代後半には、後藤隆之助ら近衛文麿の友人たちが中心になって組織した昭和研究会に積極的に参加し、その哲学的基礎づけ作業を担当した。三木はその際、協同主義という一種の多文化主義的な立場を掲げた。これは軍部、特に陸軍の独走によって硬直する日中関係に対する日本の側からの新政策につながるものとして、海軍から期待を集めたものの、中国の側からの知的応答もなく、現実的な力を持たないうちに短期間に色あせた。三木が投獄されたのは治安維持法違反であるから戦後存命であれば、それだけで戦後左翼の英雄となり得る可能性はあった。しかし、治安維持法にて投獄されている期間に、プロレタリア科学研究所哲学研究部主任を解任されており、存命であれば足かせになった可能性はある。
戦後刊の『三木清著作集』には、三木が昭和研究会でとりまとめた『新日本の思想原理』『新日本の思想原理 続編 ー協同主義の哲学的基礎ー』は未収録。その後刊行した『三木清全集第17巻』に『新日本の思想原理』『新日本の思想原理 ー協同主義の哲学的基礎ー』の両方が収録されている。
遠山茂樹・今井清一・藤原彰共著『昭和史（旧版）』（岩波新書、1959年）には、昭和研究会の革新メンバーとして、三輪寿壮、蠟山政道、笠信太郎など5人の名前は挙げておきながら、三木の名前だけは挙げていない。改訂された『昭和史（新版）』には、有馬頼寧、風見章、三輪寿壮、蠟山政道、笠信太郎、佐々弘雄とともに三木の名前も挙げられている。
戦時体制下では自由な言論活動には従来以上に徹底的な弾圧が加えられるようになる。そうした中で理性とヒューマニズムを貫くために、体制の内側から体制の方向を切り替えようとする改良主義的な立場を取った。その立場から、昭和研究会に協力することになった。三木が昭和研究会の文化研究会に参加することになったのは以下の事情による。支那事変によって世界における日本の地位が大きく変わったことに対して、昭和研究会内に世界政策研究会が発足する。この研究会は各界の権威者からヒアリングすることから始められた。そうした中、三木が1937年（昭和12年）11月に中央公論に発表した『日本の現実』が酒井の目にとまり、昭和研究会で三木が『支那事変の世界的意義』と題した講演を行った。この講演の中で三木が昭和研究会の中に思想・文化に関する研究会の設立を提案した。三木の提案は昭和研究会に受け入れられ文化研究会が設立され、委員長に就任するよう酒井から要請があり三木が受諾し昭和研究会へ参加することになった。三木が昭和研究会に参加した時期については、遅くとも1937年6月であるという説もある。三木は文化研究会で多くの項目について、委員の報告および討論の結果を整理して総合報告書として『新日本の思想原理』というパンフレットを作成し1939年1月に発刊し高い評価を受けた。また、このパンフレットは中国語にも訳された。この成果を受け文化研究会では、『新日本の思想原理』の続編となる『新日本の思想原理 続編 ー協同主義の哲学的基礎ー』を同年9月にまとめた。

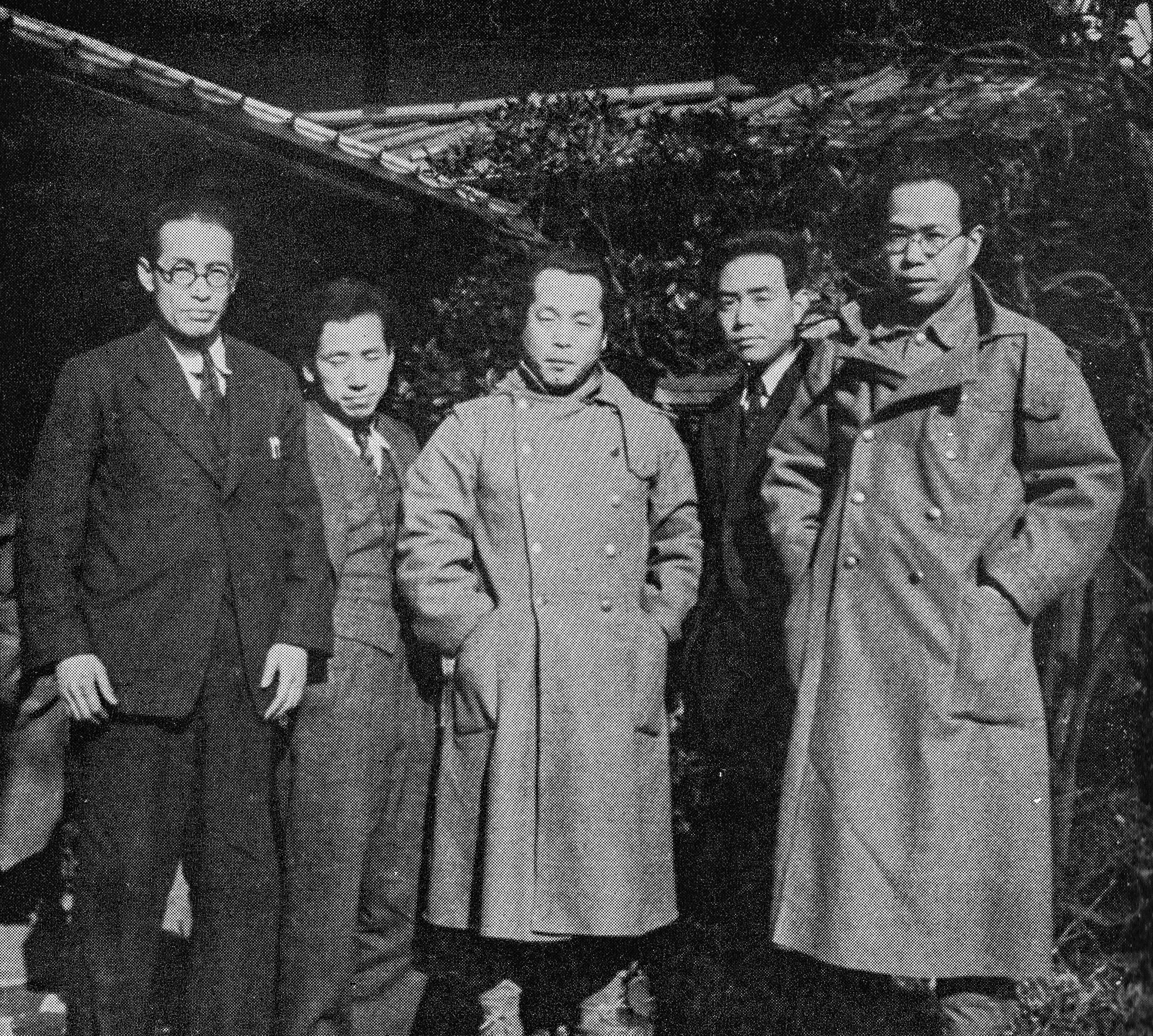
左から,栗田賢三,小林勇,火野葦平,野田宇太郎,三木清 (1942年)

総力戦体制に対する抵抗と関与という両義的な態度は、同時代の転向知識人がかかえる二面性であるが、三木はその典型であった。すでに軍部と皇道右翼によってマルクス主義はもちろん、自由主義者もまた、自立的な社会的活躍の余地を奪われていた。そのような政治的に非常に息苦しい状況にあって、総力戦体制の効率化、合理化は、一面では、体制派の主流に対するある種の批判的意見表明を可能にする最後の可能性と見えていた。三木は昭和研究会が大政翼賛会に取り込まれて解散に向かうことに対して最後まで抵抗をした。しかし、昭和研究会は軍部や保守勢力によって敵視され、不本意にも解散を余儀なくされたため、やがてその流れは大政翼賛会のなかに取り込まれていく。そのことにより、総力戦動員の合理性に託して、何らかの社会変革を遂行するという知識人の当初の期待は、単なる戦争協力へと変質していくことになる。1939年11月、小林いとと再婚する。1940年には末弟の健が中国で戦死する。1943年に相生の母の生家の増井家に嫁していた妹のはるみが病死する。1944年3月22日に妻のいとが逝去する。
1930年代末から1940年代にかけては、語学力を生かしてヨーロッパの最先端の知的成果を取り入れながら、マルクス主義をより大きな理論的枠組みのなかで理解し直す『構想力の論理』を企てていたが、未完に終わる。さらに最後には親鸞の思想に再び惹かれている。
1945年、治安維持法違反

の被疑者高倉テルが脱走した際に三木の疎開先である埼玉県鷲宮町を訪れた。そこで服や金を与えたことを理由に検事拘留処分を受け東京拘置所に送られ、同6月に豊多摩刑務所に移された。この刑務所は衛生状態が劣悪であったために、三木はそこで疥癬を病み、それに起因する腎臓病の悪化により、終戦後の9月26日に独房の寝台から転がり落ちて死亡しているのを発見された。48歳没。終戦から一ヶ月余が経過していた。遺体を収めた棺は2日後、布川角左衛門が借りた荷車を用いて東畑精一に引き取られ、高円寺の三木の自宅に運ばれた

。
中島健蔵が三木の通夜の当日に、警視庁への拘引から7月下旬まですぐ近くの監房にいて詳しく様子を見たという青年から聞いた話として記しているところによると、疥癬患者の使っていた毛布を消毒しないで三木に使わせたために疥癬に罹患したという。
同じ刑務所にいた中村武彦が看守から聞いたところによると、三木の罪状は取るに足らない微罪であったため、検事も刑務所もここで死なれては困るからと終戦後は早々に出す意向であったが、妻に先立たれて家族がおらず、身柄引受人が誰もいない為に釈放が難航した。そうこうしているうちに疥癬が悪化して、猛烈な痒みで転げまわって常に寝台から落ちるため、看守からも放置され全身が汚物まみれになって、悪臭の中死んでいったという。
三木の通夜の席で、三木や尾崎秀実、戸坂潤と親交のあった松本慎一が「政治犯即時釈放を連合軍に嘆願しよう」と提案したが、その提案が唐突過ぎ、また場所柄もふさわしくなかったために、用意した嘆願書の草案を取り出すことができなかった。
前述の中村は、三木と同囚であった神山茂夫も中西功も、三木の近くの房にいて、革命は近いと豪語しながらも、彼には、なんら手を差し伸べなかった。すぐに引き取れば助かったものを、同志や弟子たちも引き取りにも差し入れにも現われなかったために、彼は死んだのであり、彼らが見殺しにしたも同然であるにもかかわらず、日本帝国主義は許せない、などと憤るのは偽善であると、批判している。
GHQは三木の獄死を知り大きなショックを受けた
。司令部は内務省に状況説明を求めたが終戦時の機密文書焼却のため失われており、改めて取りまとめが行われた。
敗戦からすでに一ヶ月余を経ていながら、政治犯が獄中で過酷な抑圧を受け続けている実態が判明し、占領軍当局を驚かせた。旧体制の破綻について、当時の日本の支配者層がいかに自覚が希薄であったのかについての実例である。この件を契機として治安維持法の急遽撤廃が決められた。そもそも三木が獄中に囚われていたことを親しい友人たちですら知らされずにいたことも当時の拘禁制度の実態を表している。
三木清の法名は、真実院釋清心。なお蔵書は法政大学に所蔵されている。
父親の英吉（三木清の祖父である清助の死後、名を継いで清助と名乗っていた）は1956年に亡くなっている。
1997年、龍野市から名誉市民の称号が与えられた。

## 思想

### 高等学校時代

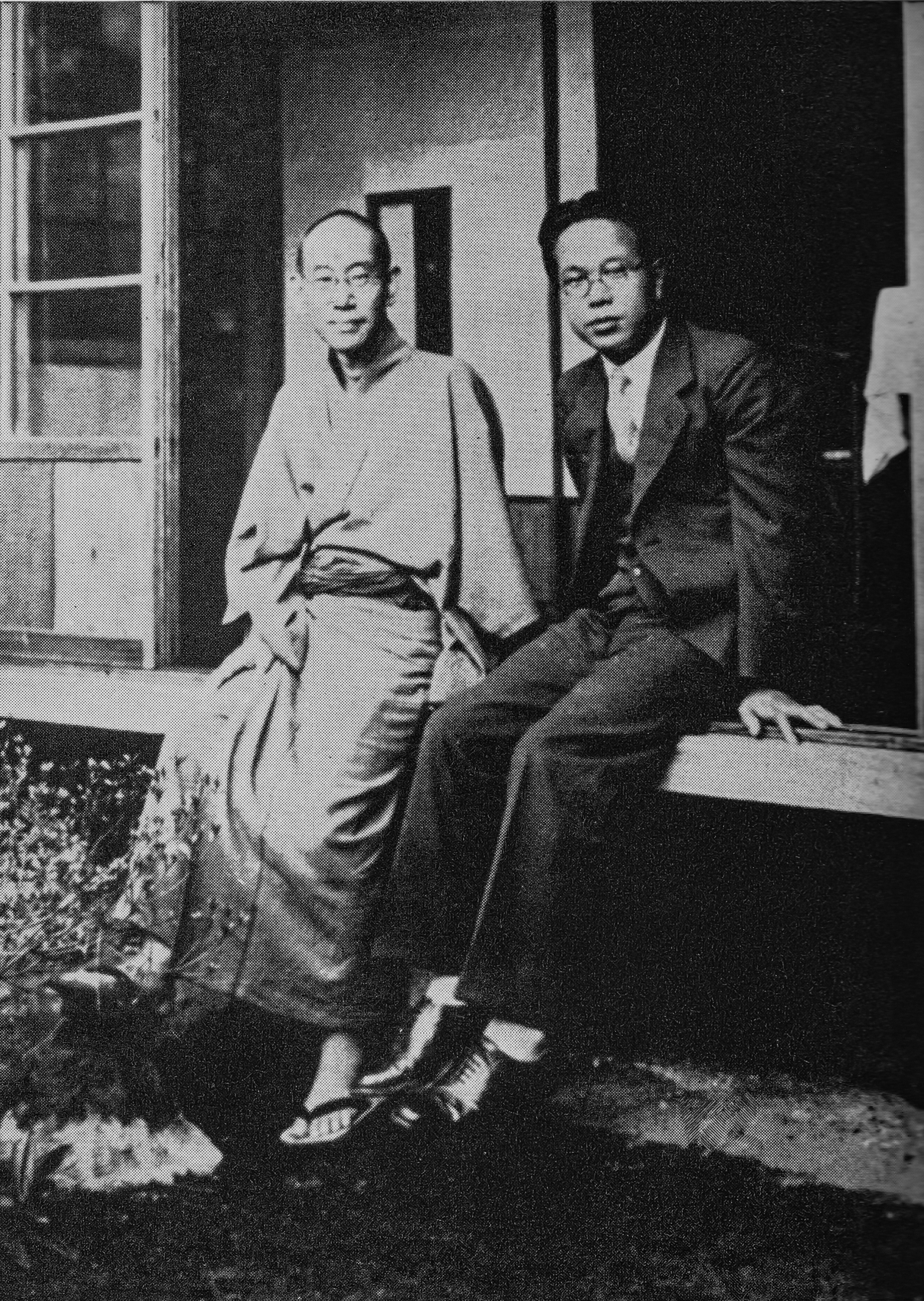
西田幾多郎とともに

第一高等学校の在学中、東京本郷で求道学舎を主宰していた真宗大谷派僧侶の近角常観に接近し歎異抄の講義を聴きに通う。また、二年生のとき、倉石武四郎らと塩谷温の資治通鑑の読書会に参加した。三年の時、西田幾多郎の『善の研究』を読んで感激し、哲学専攻の決意を固めた。

### 大学・大学院時代
三木は1917年の京都帝国大学入学から、ドイツ留学に出発する1922年までの間に『哲学研究』誌上に四本の論文を執筆している。『個性の理解』（1920年7月）、『批判哲学と歴史哲学』（1920年9月）、『歴史的因果律の問題』（1921年4月）、『個性の問題』（1922年1月）、これらの論文はいずれも新カント派哲学の立場から"個と歴史"の関係、"個と普遍"の関係について考察した論文である。高校時代から岩波書店哲学叢書で新カント派哲学に親しんできた三木は、波多野精一から西洋哲学を学ぶためにはキリスト教理解と歴史研究が重要である、という示唆を受け歴史哲学を自身の中心的な研究テーマにした。

### ドイツ留学時代

#### ハイデルベルク

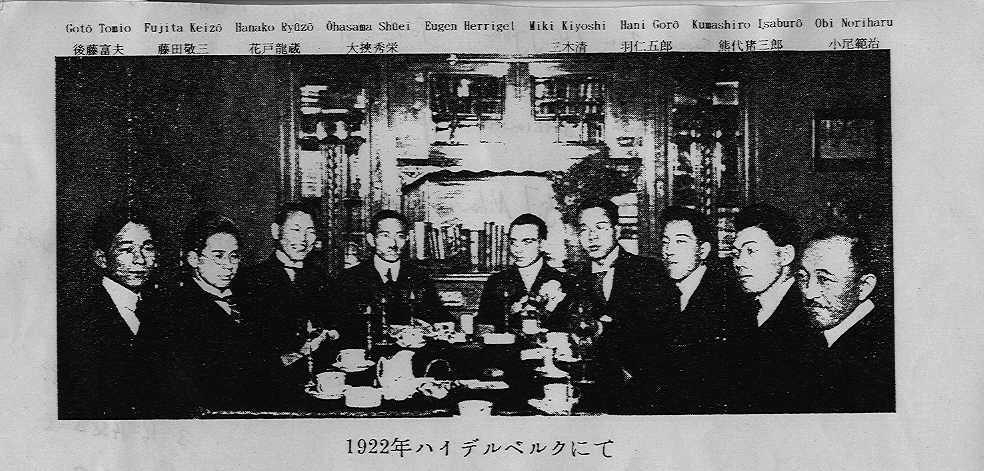
1922年、ハイデルベルクの大峽（大巌）秀榮のアパートでオイゲン・ヘリゲルと日本人留学生たち。左から後藤富夫、藤田敬三、花戸龍蔵、大峽、ヘリゲル、三木清、羽仁五郎、熊代猪三雄、小尾範治

波多野の推薦で、岩波茂雄から出資を受けた三木は、6月24日高校時代から親しんできた新カント派哲学の大御所リッケルトのいるハイデルベルクに留学を果たした。当時のドイツは、第一次大戦後の混乱がまだ続いており、ヴェルサイユ体制の下での戦後秩序の回復を目指していた時期であった。ドイツは、敗戦国として1320億金マルクの賠償金の支払いを命じられ経済が逼迫していた。そこにフランスによるルール占領が拍車をかけ、急激なインフレが進行していた。このインフレのため日本から送られてくる留学資金が潤沢になり、三木のみならず多くの日本人がドイツに滞在していて知り合いとなる。歴史の羽仁五郎、経済学の大内兵衛、カント研究の天野貞祐、後にハイデッガーについて学ぶ九鬼周造、哲学家から政治家になる北昤吉、キリスト教史学の石原謙、経済学の久留間鮫造、作家の阿部次郎、経済学の藤田敬三、糸井靖之、黒正巌、小尾範治、鈴木宗忠、大峡秀栄などがいた。
ハイデルベルクでは古参の大御所から少壮の新進学者まで多くの人々と交わる機会を得た。ゲオルグ・ジンメルの下で学び1919年のハンガリー革命に参加したが敗れてドイツに亡命していたカール・マンハイム、後にヘーゲル全集の編纂・刊行で著名になるヘルマン・グロックナー、ギリシア哲学のエルンスト・ホフマン、ヴィルヘルム・ヴィンデルバントとリッケルトに師事したエミール・ラスクの弟子で後に東北帝国大学教授も務め、『日本の弓術』の著者でもあるオイゲン・ヘリゲルらである。

#### マールブルク
三木の当初の留学の目的は、新カント派の研究を進めるためであり、特に「リッケルト教授に就いて更に勉強するため」であった。しかし、日本にいる時からリッケルトの著作の殆どを原典で読んでいた三木は、リッケルトから新たな哲学上の発見が得られないと見ると、1923年秋には新進の学者で、リッケルトが「非常に天分の豊な人物」と評したハイデッガーのいるマールブルクへと研究の拠点を移した。
三木は、古典の解釈を中心として進められるハイデッガーの演習に参加しながら新カント派的な"認識の対象としての歴史"に加えて"生の存在論としての歴史"、"生の批評としての歴史"という新たな歴史哲学研究の方法を学んだ。また、この頃ハイデガーの助手を務めていたカール・レーヴィットと親しく交わった。マールブルクを離れてパリに移ってからも手紙で読書の指南を受け、ヴィルヘルム・ディルタイ、フリードリヒ・シュレーゲル、フンボルトや当時の流行思想であった不安の哲学や不安の文学に対する興味を喚起された。ニーチェやキェルケゴールなどの実存哲学、ドストエフスキーの小説などを耽読したのもレーヴィットの影響である。

### パスカル研究
1924年8月三木はパリを訪れた。三木はパスカル研究を
とあるように、冬から開始し、1925年2月に、その第一論文『パスカルと生の存在論的解釋』を完成した。これは日本に送られ、同年5月、雑誌『思想』の第43号に掲載される。第二論文『愛の情念に関する説―パスカル覚書―』は同年8月の第46号、第三論文『パスカルの方法』は同年11月の第49号、第四論文『三つの秩序』はパリから送付はされたが、なぜか掲載されず、第五論文『賭』は同年12月の第50号に載った。はじめは第七論文まで計画していたと思われるがそれは成らず、1925年10月に帰国後、第六論文『宗教における生の解釋』を書き加えて、1926年6月『パスカルに於ける人間の研究』として岩波書店から出版された。

### マルクス主義研究
フランスより帰国後パスカル研究者として日本で評価されるものの、日本国内でのマルクス主義の台頭の中、三木もマルクス主義について研究を始める。特に三木と同様にドイツに留学していた福本和夫が、マルクス主義研究で成果を上げていること知り『俺でも福本位いなことは出来る、と傲語』（戸坂潤『三木清氏と三木哲学』103ページ上段14行目より引用）し、パスカルに続いてマルクスについても研究を始めることになった。日本帰国後パスカル研究者として評価されたが、ドイツに留学し歴史哲学を志した研究者が、マルクス主義について研究するのは流行を追うことだけが目的ではなく、当然の帰結であるともいえる。
しかし、三木のマルクス主義研究はあくまでも研究であって三木がマルクス主義者になったわけではない。親三木派の赤松常弘が『三木がマルクス主義者になったわけでは無い。』（『三木清ー哲学的思索の軌跡』79ページ15-16行目より引用　）と記載している。反三木派の戸坂潤は『三木清氏と三木哲学』の中で、三木の思想の変遷について批判している。戸坂によると三木のマルクス主義については三木の歴史哲学の発展であると述べ、マルクス主義者になったわけではないと論じている。戸坂によると三木は独創家ではなく優れた解釈家であると批判した。戸坂は三木に対する評価が手厳しい。しかし、戸坂が三木を痛烈に批判した論文である『三木清氏と三木哲学』発表後も酒を飲み交わす仲であった。赤松は時代の状況の中で三木の著述は書かれているので時代と切り離すことは出来ないと述べている。

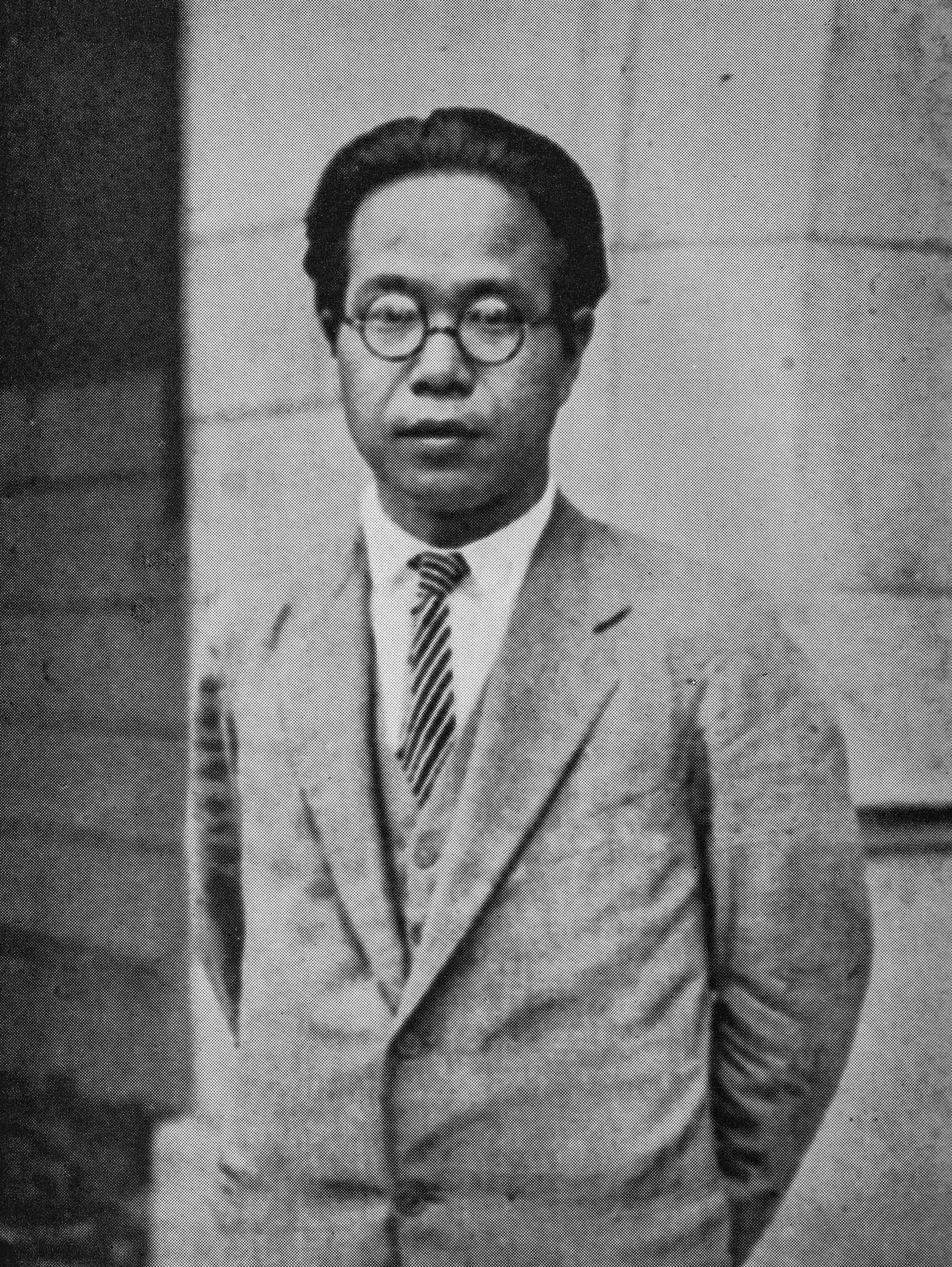
三木清1929年（昭和四年）撮影。

福本は当時の文部省留学生として三木と同様にドイツに留学し、マルクス主義を主に学び三木より一年早く1924年に帰国している。帰国後は留学中に学んだマルクス・レーニン等の論文を引用して権威づけられた論文を発表する。1926年に福本は留学で得た豊富な知識をもとに山川均の方向転換論を批判し、一気にマルクス主義の理論的指導者の地位を得ることになった。福本の理論は、マルクス主義を指導する党と、党に指導される大衆をはっきりと分離することを基本としている。理論闘争によって革命的少数者の党を結成し、党が大衆を指導することでマルクス主義の主導権を党が掌握すべきであると主張した。福本は"福本イズム"にもとづく共産党を秘密裏に結成し、マルクス主義指導者として1927年にロシアに向かいコミンテルンの承認を得て一段の権威付けを行うことを計画する。しかし、レーニン死後のロシアではスターリンが世界永久革命を目指すトロツキーまでも追放し党を独裁していた。このため、当時のコミンテルンは山川や福本の日本共産党の独自路線を認めず、ソヴィエト連邦擁護を中心とした日本共産党に対する新方針を押し付けられ、福本は否定されマルクス主義指導者としての権威が失墜し党から離れざるを得なくなった。
福本がロシアに渡った頃、三木は上京する。1927年6月時点で友人の丹羽五郎宛に唯物史観に関する解釈を作り上げたとの書簡を送る。
1927年、最初のマルクス主義論『人間学のマルクス的形態』を岩波書店『思想』に発表する。1928年5月には既に『思想』発表済みの『マルクス主義と唯物論』（8月発表）『プラグマチズムとマルキシズムの哲学』（12月発表）に『ヘーゲルとマルクス』加えて四編の論文で構成される『唯物史観と現代の意識』を発表する。『人間学のマルクス的形態』は人間学から見たマルクス主義を論じており、マルクス主義における人間を論じているわけではなく、福本に対する批判も含まれていない。しかし、『プラグマチズムとマルキシズムの哲学』では理論闘争の必要性を強く訴え、福本の指導者と大衆に分離する考え方を批判している。
1930年（昭和5年）5月に三木は日本共産党に資金提供していたことで逮捕される。三木の逮捕拘留中に三木のマルクス主義は歴史学者の服部之総によって観念論と否定される。具体的には、三木は"物質"を"解釈的概念"と捉えており、無条件に物質を存在として認める唯物論に相反しているため、唯物論を基本とするマルクス主義に反しているという議論である。結果として三木も福本同様にマルクス研究者としての権威が失墜した。また11月に懲役1年、執行猶予2年の判決を受けて転向を余儀なくされる。

### 昭和研究会
1937年に中央公論11月に発表した『日本の現実』が昭和研究会の酒井三郎の目にとまり、酒井に請われて三木は、昭和研究会世界政策研究会で『支那事変の世界史的意義』と題した講演を行った。講演の主題は「今度の事変がどういう世界史的意義を持つか」という課題に対して、東亜の統一と資本主義の是正という意義があると述べている。
"東亜の統一"とは第一次世界大戦によりヨーロッパ中心の世界から東洋というものがクローズアップされ、世界を考える際に西洋だけではなく、文化も歴史も違う東洋もあわせて考えなければならなくなった。このことにより誕生した新しい概念である。日本は支那事変により初めて大陸に日本文化を持ち込み、新しい東洋文化を形成するきっかけを持つに至った。"東亜の統一"の文化史的観点からは、日本が中心となるべきか中国が中心となるべきなのかという議論はあるが、昭和研究会としては日本が中心となって"東亜の統一"を行わなければならないと結論づけられた。
"資本主義の是正"とはリベラリズムが行き詰まる中、コミュニズムが台頭してきたが、ドイツにおける共産主義の失敗を転機に、コミュニズムは世界を支配的するものにはならなかった。コミュニズムが支配的になり得なかった中、ファシズムが台頭してきた。そして時代はリベラリズム、ファシズム、コミュニズム三者の対立抗争の中にある。こういった中、日本の使命はリベラリズム、ファシズムを止揚しコミュニズムに対抗する根本理念を持ち、今我々に与えられている命題である資本主義の是正を行うことであると結論づけた。三木は東亜協同体論の中で、一貫して世界史的な課題を託している。それは資本主義の限界の解決と支那（中国）の近代化という課題である。昭和研究会や三木が目指そうとしていた近代化とは、資本主義的な近代化ではなく協同主義的な社会であった。
ただ、この時代の三木の活動は、太平洋戦争をに突き進むための哲学的意義づけに過ぎないとの指摘もある。

### 構想力の論理
三木の最後の体系的著作で代表的作であるが未完に終わっている。本著は「神話」「制度」「技術」「経験」の四章構成で1937年5月から1943年7月まで前後7年間にわたって、研究ノート形式にて書かれた論集である。なお、第四章「経験」の末尾では
とあるように、次は「言語」の問題を追求していく予定であった。
このうち「神話」「制度」「技術」の3章については1937年5月から1938年５月まで雑誌『思想』に9回に分けて掲載された。また、1939年7月には『構想力の論理　第一』として岩波書店から発行された。『構想力の論理　第一』の続編という形で「経験」が1939年9月から1943年7月まで「思想」に12回にわたって連載された。「経験」は連載中に二度の中断がある。一度目は「経験 一」と「経験 二」の間に1年間があり、これは『哲學入門』の執筆のためである。刊行された哲學入門は発売後すぐ十万部を超えるベストセラーとなった。二度目は同じく1年間の中断があり、これは「経験 七」と「経験 八」の間の1年間である。この中断は、三木が軍部の強制徴用を受けてフィリピンに出向したことが原因である。残りの一章である「経験」については「構想力の論理　第二」として、三木の死後1946年6月に岩波書店から出版された。

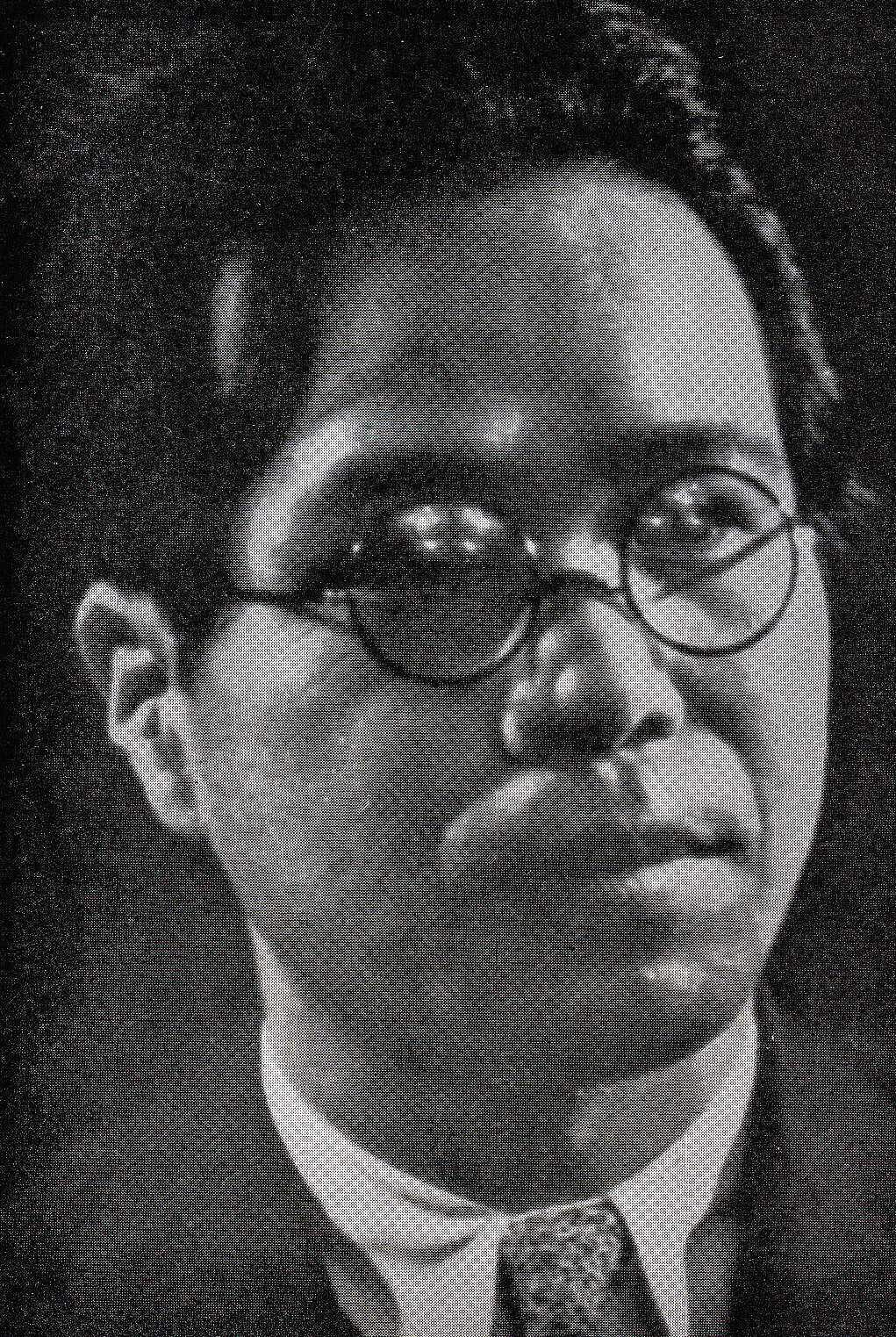
昭和14年(1939年)頃

三木は人間の行為が、常に理性的・合理的であるとは限らず、非合理な情念やパトスに駆り立てて行われることがあるため、人間が作り出す文化にも、合理的なものばかりではなく非合理的なものが含まれていること、また非合理的な故に強固であることを解明しようとした。別の言い方をすると、「客観的なものと主観的なもの」、「合理的なものと非合理的なもの」、「知的なものと感情的なもの」を結合することができるかを考察することであった。また『歴史哲学』（1932年刊行）以降ロゴスとパトスの統一、客観的なものと主観的なもの、などの相対するものの統一が構想力によって解決されると主張している。
第一章の「神話」において、三木は人間の行為とは、感情・情念・衝動といったものが単に外に現れたのではなく、現れたものから「像」を作り出す営み、つまり、形のないものに形を与える営みと分析している。そして、この営みを可能にするのが構想力であると述べている。三木にとって「神話」は感情等のパトス的なものを、そのまま表現したものではなく、パトス的なものが知性によって「形像化」されることによって生み出されると分析している。
第二章の「制度」において、三木は「神話」の中では単なるイメージや像であった「形」を、イメージではない客観的なフォームとしての「形」として捉えている。「制度」は歴史の中で生まれるとともに客観的な力を持つ。「制度」は我々の外に存在し我々を縛るものではなく、我々の行為を元にして生み出されたものである。それゆえ、「制度」は歴史の流れとともに改変されるものである。このことは、主観的なものと客観的なものが一つになったことを示しており、三木は「制度」を問題とした。この「制度」は根本に本能があると述べている。しかし単に本能を具現化、実現化したものではなく「本能に代替するもの」つまり人為的に作り出されたものであると述べている。この「制度」には単なる知性によって作られるばかりではなくパトスに基づいた力、つまり構想力によって作られると述べている。三木によれば構想力によって作り出される制度は、人為的に作り出されたフィクションであり、フィクションでありながら力を持っていると言っている。
第三章の「技術」は「制度」についての考察を受けて、制度に「習慣」が含まれ、この習慣は人間を含む有機体が環境を利用し、環境と一体化する仕方えあるというのが三木の考え方であった。これを踏まえて三木は「技術」の本質も新しい「形」の創造。つまり、「発明」をする点にあると述べている。新しい「形」を発明するということは、機械的な反復作業によってうまれるのではなく、そこには「構想力」が働くと述べている。これは技術の根底にもパトス的なものがあることを意味している。
第四章の「経験」は分量的に『構想力の論理』の約半分を占める。第一章「神話」から第三章「技術」とは異なり地道で求心的な思索に基づき記述されている。ただし、三木自身も「構想力の論理」附記で記述しているように、第四章の内容はカント哲学の解釈・読解に過ぎないという面もある。
まず、三木は「経験」とは何かを定義している。まず、経験論の正統学説であるイギリス経験論を考察し、それを批判したカントの経験論について考察する。カントの意識内部性に注目した経験の「主観化」に対して、三木は「（歴史を作る）行為」の立場から経験について考察した。
歴史を作る行為の立場に立つのであれば、経験とは意識主観が対象世界に対して、対象世界に外側から向き合う意識の経験ではなく、「客観的世界における出来事」であるということに客観的意義が発生する。三木の言葉を借りると『行為の立場においては、主体は身体を具へたものであり、ものが主体の外にあるといふことは単に意識の外にあるといふことではなく、むしろ自己の身体の外にあるといふことでなければならぬ。』（『三木清全集　8巻』　262ページ10行目から12行目より引用）ということになる。
三木における経験に関する概念は二つに分かれており、第一は「独立しているもの同士が関係・出会う」ということであり、第二は「経験は主体と環境との相互規定的な動的行為的関係であり、歴史世界における歴史的出来事であるということである。三木はヒューム哲学における「悟性」「構想力（＝想像力）」「習慣」について考察をし、カント哲学における「構想力」の位置と意義の解明を第一批判と第三批判について行なっている。これらの考察から三木は上記のごとく経験を定義した。

### 親鸞
三木の遺稿となる『親鸞』は、三木の死後疎開先であった埼玉県鷲宮町で発見された。執筆時期は1944年9月に鷲宮町に疎開してから書き始めたと言われているが、谷川徹三は1939年ごろであると主張している。没後の1946年1月に唐木順三が整理し展望の創刊号に一部が掲載された。当初未定稿であったが、唐木によって整理されて発表に至っている。遺稿の断片に親鸞論の全体構想が以下のように記載されている。
- 一. 人間性の自覚
- 二. 歴史の自覚
- 三. 宗教意識の展開(三願転入)[139]

宗教の論理的構造(教行信證)
- 四. 真理論
- 五. 行業論
- 六. 信仰論
- 七. 救済論
- 九. 社会的生活

八.が抜けているのは三.の後半『宗教の論理的構造(教行信證)』を独立するためだったとも言われている。
その中で、まとまった記述として残されているのは「一.人間性の自覚」「二.歴史の自覚」「三.宗教意識の展開(三願転入) 宗教の論理的構造(教行信證)」「四.真理論」「九.社会的生活」にとどまる。残りは、親鸞の著作からの抜粋と断片的な覚書である。
『親鸞』については三木の研究者の中でも評価が異なる。未定稿を整理した唐木順三によると、三木の『親鸞』執筆前の哲学的研究とは全く切り離された『信仰の告白』と理解する立場をとっている。これに対して荒川幾男は『信仰の告白』ではなく、『親鸞』執筆前の哲学的研究の延長線上にあるという立場をとっている
。
第一章の人間性の自覚に関する著述は長短3つの原稿が残されている。この原稿では親鸞が彼の経験に基づきながらも、経験をこえて宗教的真理に関することを述べることから始まっている。三木は自らの哲学の中で用いる「超越的内在性」や「内在的超越」という言葉を使って、一般に親鸞について言われる、「親鸞の生きていると言う現実に立脚し体験を重んじることで、親鸞には人間味があり仏教をより人間に近づけたと」言う考えを否定的にとらえた。
つまり、親鸞の思想は、宗教は体験の問題ではなく真理の問題であること。宗教は主観的心理的なものではなく、客観的で超越的なものであること。ここでいう客観的の内容は科学的真理ではなく、まごころがかよう真理であることと論じている。
その次の原稿では親鸞のいう「懺悔」と「後悔」の相違について述べている。後悔には自分という立場があり、後悔する者はまだ自分に対して信頼を置いていると論じる一方で、懺悔については、後悔にある自分に対する自信を取り払うところに懺悔が成立する。また、自分を、そして自分に対する信頼を取り去って絶対的なものに任せ切る。そうすることで、自己が発する言葉でさえも自分が発する言葉ではなくなる。自分は語る側ではなくて聴く側になる。己を空しくするすることで聞こえてくるものがありこれが真実の言葉である。ここで聞こえてきた言葉が心の中から外に現れてきたものであり、これこそが懺悔であると述べている。
次に、三木は親鸞の無常感と罪悪感について述べている。親鸞が無常について語ることが少なかったのは、無常感にとどまることができずに、無常感を罪悪感にまで深めているからであると結論づけている。無常感はともすると美的なものととらえられることもあるが、親鸞は無常感から罪悪感にまで思索を深めることにより、美的な無常思想から宗教的で実践的な思想に達していると述べている。また、親鸞はこの世を無常なものとして出世間を目指すのではなく、自らを凡夫もしくは、罪を重ねる悪人であるでるとする罪悪感を持ちながら現世に留まる現実主義者であると定義している。他に「機

」について
との短い記述くらいしかないが、これが一定の評価を受けている。しかし、本文では「微」、「関」、「機」の三つの言葉の意味について述べようとしていたが「機」だけで中断してしまっており深い考察はされていない。
第二章に当たる歴史の自覚の中で、親鸞の歴史観について、人間性の自覚と歴史の自覚が密接な関係を持っていると論じている。親鸞の歴史観は末法思想が根底にある。このため親鸞は現在を末法と捉え、それをもとに過去・現在・未来を考えて歴史を理解していったと述べている。親鸞が生きた時代は政治の動乱もあり、戦乱もあり、宗教界にも退廃が蔓延していたという現実があり、親鸞の正像末史観
は歴史の現実分析だけでなく、歴史を内側からの視点ではなく、歴史を超越することによって、たてられた歴史観であると指摘している。
末法の世は無戒の時代である。無戒の時代にあるべき仏の教えは、他力の浄土教であり自力の聖道教から浄土教への歴史的転換が発生すると親鸞は確信したと指摘している。また浄土教は末法時にだけに対応する特殊なものではなく普遍性を持っていると指摘している。最後にキリスト教やヘーゲルらの概念との違いを論じようとしているところで中断となっている。
第三章の宗教意識の展開(三願転入)は、阿弥陀仏が導く三願転入の第十九願、第二十願、第十九願への遷移を、親鸞の教行信證での三願転入に関する解説を解釈し宗教的意義を導き出そうとしたが途中で終わっている。
第四章の真理論、第九章の社会的社会については、記述として残されているものの草稿のままである。

## 評価
竹内洋は昭和研究会に集まった三木清を含む知識人について以下のように評価している。
マイルズ・フレッチャー (ノースカロライナ大学教授）は昭和研究会に参加した三木清らについて以下のように評している。
赤松常弘は三木清の思想の変遷について以下のように評価している。
唐木順三は三木清の思想について以下のように評価している。

## 著書

### 単著
- 1926年 『パスカルに於ける人間の研究』岩波書店（改版1968年）
- 1928年 『唯物史觀と現代の意識』岩波書店
- 1929年 『史的觀念論の諸問題』岩波書店
- 1929年 『社會科學の豫備概念』鉄塔書院
- 1931年 『觀念形態論』鉄塔書院
- 1932年 『文學史方法論』（岩波講座『世界文學』所収）岩波書店
- 1932年 『歴史哲學』（『續哲學叢書』の一冊として） 岩波書店
- 1932年 『社會科學概論』（岩波講座『哲學』の一分冊として） 岩波書店
- 1933年 『社會史的思想史（古代）』（岩波講座『哲學』の一分冊として） 岩波書店、改訂再刊1949年
- 1933年 『危機に於ける人間の立場』鉄塔書院
- 1934年 『人間學的文學論』（改造社『文藝復興叢書』の一冊として）
- 1935年 『アリストテレス 形而上學』 岩波書店〈大思想文庫2〉、復刊1985年
- 1936年 『時代と道徳』 作品社
- 1938年 『技術哲學』（岩波講座『倫理學』の一冊として） 岩波書店
- 1938年 『アリストテレス』 岩波書店〈大教育家文庫10〉、復刊1984年
- 1939年 『ソクラテス』 岩波書店〈大教育家文庫8〉、復刊1984年
- 1939年 『構想力の論理 第一』 岩波書店、復刊1993年
- 1939年 『現代の記録』 作品社
- 1940年 『哲學入門』 岩波新書 赤版。改版1976年ほか
- 1941年 『哲學ノート』 河出書房、のち新潮文庫
- 1941年 『人生論ノート』 創元社、のち新潮文庫
- 1942年 『續 哲學ノート』 河出書房
- 1942年 『讀書と人生』 小山書店、のち新潮文庫＋オンデマンド版
- 1942年 『學問と人生』 中央公論社
- 1948年 『知識哲學』 小山書店
- 1948年 『構想力の論理 第二』 岩波書店、復刊1993年
- 1950年 『哲學と人生』 河出書房。講談社文庫（増補版）、1971年
- 1977年 『語られざる哲学』 講談社学術文庫（解説宮川透、復刊2001年）、他に「我が青春」
- 1980年 『パスカルにおける人間の研究』 岩波文庫（解説桝田啓三郎）

以下は改訂新版
- 1999年 『パスカル・親鸞』 燈影舎「京都哲学撰書」、大峯顕編
- 2000年 『三木清エッセンス』 こぶし書房〈こぶし文庫〉。内田弘編・解説
- 2001年 『創造する構想力』 燈影舎「京都哲学撰書」、大峯顕編。構想力の論理〈第一・第二〉を併せた版
- 2007年 『三木清 東亜協同体の哲学』 こぶし書房〈こぶし文庫〉。内田弘編・解説
- 2007年 『三木清批評選集　東亜協同体の哲学－世界史的立場と近代東アジア』 書肆心水
- 2010年 『哲学ノート』 中公文庫、ISBN 4122053099
- 2011年 『人生論ノート』 新潮文庫（改版）、ISBN 4101019010
- 2012年 『三木清 歴史哲学コレクション』 書肆心水
- 2013年 『読書と人生』 講談社文芸文庫
- 2017年1月 『三木清 教養論集』 講談社文芸文庫。大澤聡編・解説
- 2017年3月 『人生論ノート　他二篇』 角川ソフィア文庫。他は『語られざる哲学』『幼き者の為に』。解説岸見一郎
- 2017年4月 『三木清 大学論集』 講談社文芸文庫。大澤聡編・解説
- 2017年9月 『三木清 文芸批評集』 講談社文芸文庫。大澤聡編・解説
- 2017年9月 『三木清遺稿「親鸞」　死と伝統について』白澤社。子安宣邦編著
- 2021年3月 『三木清　近代日本思想選』 ちくま学芸文庫。森一郎編・解説
- 2022年2月 『三木清 戦間期時事論集－希望と相克』 中公文庫。長山靖生編
- 2023年5月 『構想力の論理 第一』 岩波文庫。藤田正勝注解
- 2023年7月 『構想力の論理 第二』 岩波文庫。藤田正勝注解

### 全集
- 『三木清著作集』 全16巻、岩波書店、1946-1951年
- 『三木清全集』 岩波書店（第1刷・全19巻、1966-1968年／第2刷・全20巻、1984-86年）

### 選集・共著
- 西田幾多郎と 『師弟問答 西田哲学』書肆心水、2007年
- 『現代日本思想大系33 三木清』久野収編・解説、筑摩書房、1966年
- 『近代日本思想大系27 三木清集』住谷一彦編・解説、筑摩書房、1975年

### 翻訳
- マルクス/エンゲルス『ドイッチェ・イデオロギー』 リャザノフ編、岩波文庫、1930年／一穂社（復刻版）、2004年
- ルネ・デカルト『省察』 岩波文庫、1949年、復刊1969年ほか

## 関連図書
- 阿部知二『捕囚』（河出書房新社、1973）
三木をモデルとして戦争の時代を生きた一思想人を描いた小説
- 宮川透『西田・三木・戸坂の哲学』（講談社現代新書、1967）
- 佐藤信衛『西田幾多郎と三木清』（中央公論社、1947）
- 高桑純夫『三木哲学』（夏目書店、1946）
- 久野収『三〇年代の思想家たち』（岩波書店、1976）
- 後藤宏行『転向と伝統思想－昭和史の中の親鸞と西鶴』（思想の科学社、1977）
- 佐々木健『三木清の世界』（第三文明社、1987）
- 大橋良介『京都学派と日本海軍』（PHP新書、2001）
- 鷲田小弥太『昭和の思想家67人』（PHP新書、2007）
- 町口哲生『帝国の形而上学　三木清の歴史哲学』（作品社、2004）
- 『遺産としての三木清』（清真人・津田雅夫・亀山純生・室井美千博・平子友長、同時代社、2008）
- 岸見一郎『三木清『人生論ノート』を読む』 白澤社（正・続）、2016-2017